# Jean-René Fournier

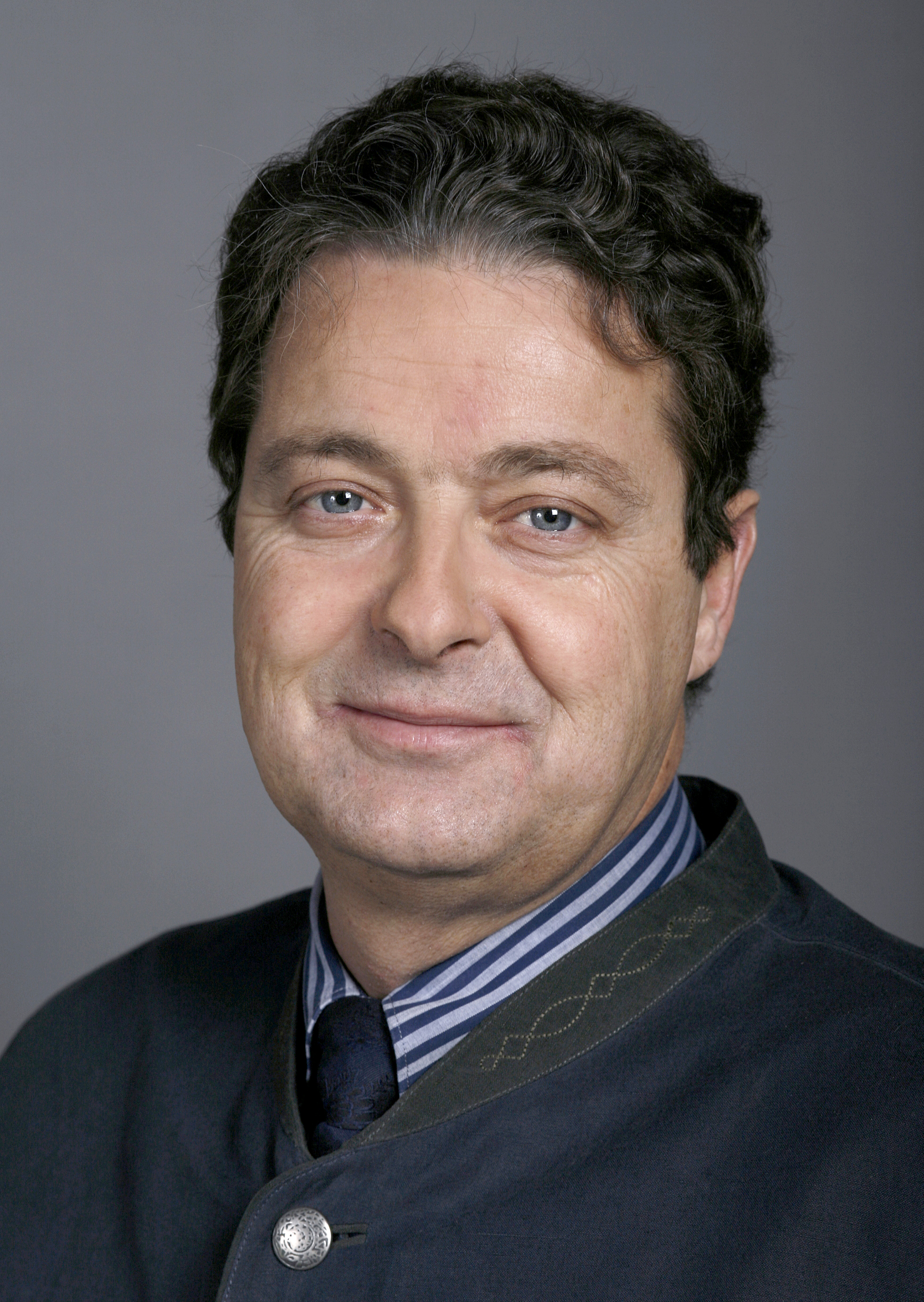
Jean-René Fournier (2007)

Jean-René Fournier (* 18. Dezember 1957 in Riddes, Kanton Wallis; heimatberechtigt in Nendaz und Veysonnaz) ist ein Schweizer Politiker (CVP).

## Biografie
Fournier trat bereits früh in die Politik ein: mit 16 Jahren wurde er Mitglied der Jungen CVP, und nach erfolgreich abgeschlossenem Studium der Betriebswirtschaft übernahm er auch politische Ämter. So sass er von 1989 bis 1997 im Grossen Rat des Kantons Wallis. Von 1997 bis 2009 war er Walliser Staatsrat, von 2007 bis 2019 vertrat er zudem den Kanton Wallis im Ständerat.
Fournier ist verheiratet und Vater von sechs Kindern. Er ist Offizier der Schweizer Armee im Grad eines Majors. Im Dezember 2011 wurde Fournier wegen Verletzung des Jagdgesetzes zu 60 Stunden gemeinnütziger Arbeit bedingt verurteilt.